# Trachylepis loluiensis
Trachylepis loluiensis là một loài thằn lằn trong họ Scincidae. Loài này được Kingdon & Spawls mô tả khoa học đầu tiên năm 2010.